# ヒトヒフバエ

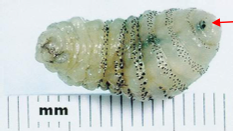
幼虫。矢印先端は口器

ヒトヒフバエ（Dermatobia hominis, 英: human botfly, 独: amerikanische Dasselfliege, 仏: ver macaque, 中: 人皮蠅）は、ハエ目ヒツジバエ科の昆虫。幼虫はヒト（および霊長目を含む広範囲の動物）に寄生して蠅蛆症を引き起こす。原産地はメキシコ・ベラクルス州からアルゼンチンおよびチリの北部、ウルグアイにかけて。
英語ではtorsaloまたはAmerican warble flyとも呼ばれる。『南山堂医学大辞典』はウマバエの学名としてDermatobia hominisを挙げるが、他の文献によるとウマバエの学名はGastrophilus intestinalisである。ここでは、D. hominisの和名としてヒトヒフバエを採用する。

## 形態
成虫は体長12 - 18ミリ。口器を持たない。体は太く、頭部は黄色、胸部は暗青色で灰色の粉で薄く覆われる。腹部は光沢のある青色。

## 生態
低地の森林に生息。道路沿いや林縁、川沿いの谷間などの明るい場所に多い。
Dermatobia属の卵は40種以上の蚊・イエバエ上科のハエのほか、1種のマダニ科のダニによって媒介されることが観察されている。本種のメスは吸血性のサシバエやマダニのほか、汗をなめに来るヒメイエバエの仲間に卵を産み付ける。飛行中の蚊に産卵することもある。卵はこれらの虫に膠着し、5 - 15日で孵化可能になる。宿主との温度差を感じると孵化し、刺し口などから皮下に入り込む。この間5 - 10分の早業である。
幼虫は宿主のリンパ液を食べて6 - 12週間成長する。成長すると皮膚から脱出し、少なくとも4 - 11週間蛹として過ごす。

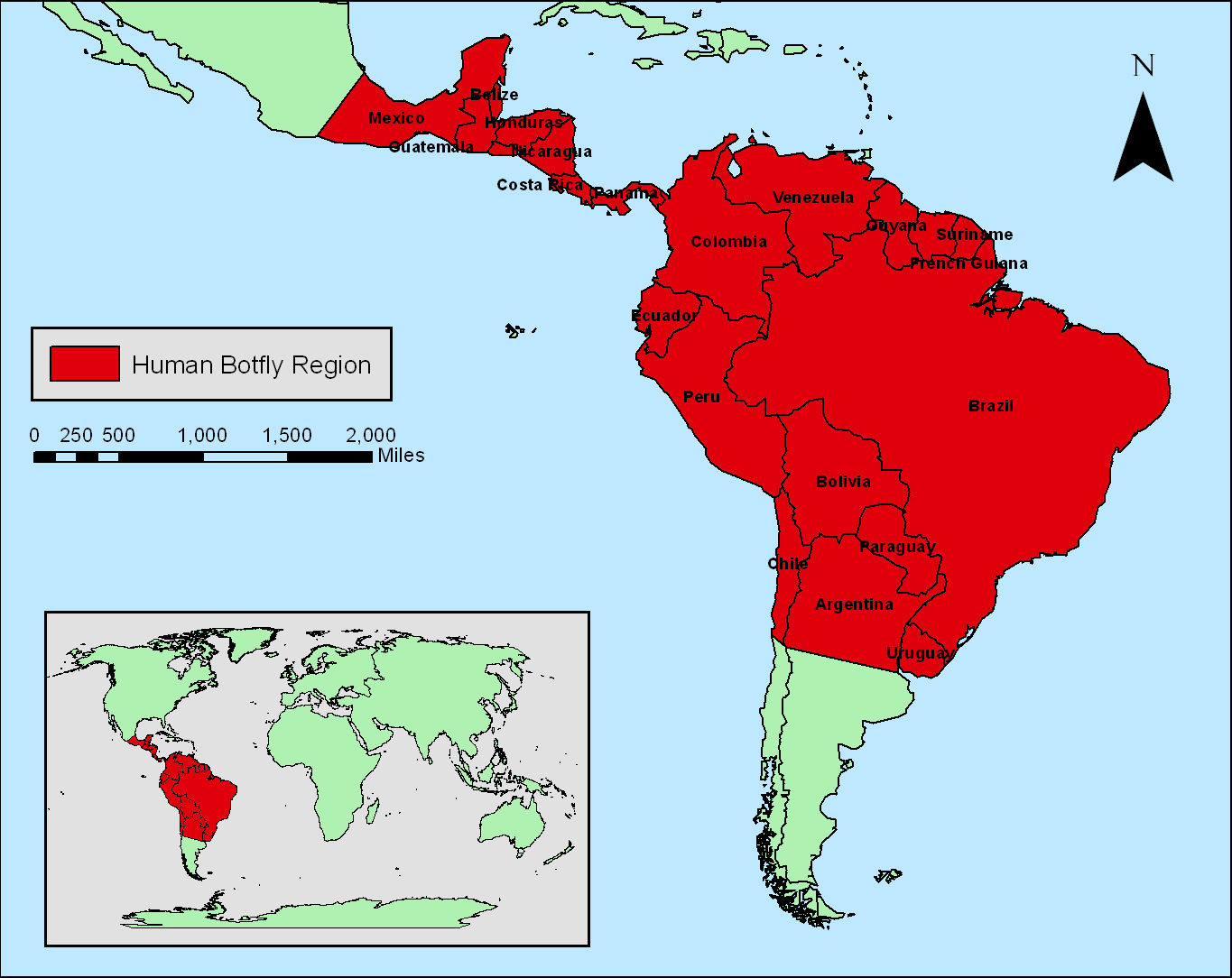
分布地域

## 蠅蛆症と対策
Venom extractor syringeと呼ばれる毒抜き用の器機により、幼虫がどの成長段階にあっても容易に吸い出せる。また、幼虫の入っている穴にマニキュアを何層か塗り、部分的に窒息させることで幼虫を弱らせ駆除に成功した例もある。剥がす際に幼虫がちぎれて取り残されてしまうため、粘着テープをその場所に貼ることは推奨されない。
抗寄生虫薬のイベルメクチンの経口使用により、非侵襲的に幼虫の自然排出を促す。幼虫が目頭の内側のような手の届かない場所にいる場合に特に有効である。